# Le Jour où la guerre s'arrêta
Le Jour où la guerre s'arrêta est un conte philosophique français écrit par Pierre Bordage et publié aux éditions Au Diable Vauvert en 2014. Il a été récompensé du Prix de l’Association des Libraires mieux-être et spiritualité le 11 mars 2015. L'histoire évoque un enfant venu d'ailleurs qui visite la Terre, et qui a le pouvoir d'empêcher les armes de fonctionner. 